# كلوستريديوم آكل الكولاجين
مطثية آكلة الكولاجين أو كلوستريديوم آكل الكولاجين (الاسم العلمي:Clostridium collagenovorans) هي نوع من البكتيريا تتبع جنس المطثية من فصيلة نظيرات المطثية.